# يوليان المرتد

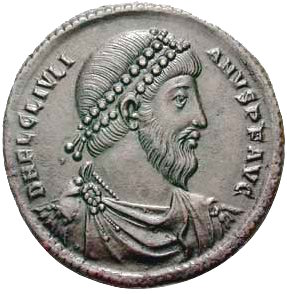
يوليان المرتد

يوليانوس (يوليان المرتد - يوليانوس الجاحد) (331– 363م) (Julian) إمبراطور الأمبراطورية الرومانية (361–363م) كان يدعو إلى أن يسوع ليس إلهًًا في عام 361 لكنه فشل، قبل أن تصبح المسيحية الديانة الرسمية الوحيدة للإمبراطورية على يد الإمبراطور ثيودوسيوس الأول (378- 395م).
كان يوليان فردًا من السلالة القسطنطينية؛ كان أبوه يوليوس قسطنطيوس أخًا غير شقيق للإمبراطور قسطنطين العظيم. بعد موت قسطنطين سنة 337، أعدم أبناؤه كثيرين من أقاربهم لمنع مطالبتهم بالحق في الجلوس على العرش. كان والد يوليان أحد من قتلوا تبعًا لتلك الأوامر، إلا أن يوليان وأخاه غير الشقيق، قنسطانطيوس غالوس، نجيا. قضى الأميران اليتيمان معظم حياتهما تحت سيطرة ابن عمهما، الإمبراطور قنسطانطيوس الثاني. سمح قنسطانطيوس الثاني ليوليان إكمال تعليمه بحريّة في منطقة الشرق المتحدث باليونانية، أدى ذلك بدوره إلى كون يوليان إمبراطورًا مثقفًا، وهو ما لم يكن سائدًا في عصره. في سنة 354، أمر الإمبراطور بإعدام غالوس، أخ يوليان. دخل يوليوس إلى السجن، ولكنه أعفي من الإعدام تحت طلب الإمبراطورة يوسابيا. في عام 355، استدعى قسطنطيوس الثاني يوليان إلى بلاطه وعينه حاكمًا على بلاد الغال. رغم قلة خبرته، أظهر يوليان نجاحًا غير متوقع في منصبه الجديد، إذ هزم الغارات الجرمانية في جميع أنحاء نهر الراين وشجع المقاطعات المدمرة عودتها إلى الازدهار. في سنة 360، عينه جنوده إمبراطورًا في لوتيتيا (بارس)، ما أثار حربًا أهلية مع قسطنطيوس. إلا أن قسطنطيوس مات قبل أن يتواجه الاثنان في معركة بينهما، وعين يوليان خلفًا له.
في سنة 363، شرع يوليان في حملة واسعة ضد الإمبراطورية الساسانية. نجحت الحملة في البداية، إذ حققت نصرًا خارج طيسفون في بلاد ما بين النهرين. لكنه لم يحاول محاصرة العاصمة. انتقل عوضًا عن ذلك إلى قلب بلاد فارس، إلا أنه سرعان ما واجه مشاكل في الإمداد واضطر إلى التراجع شمالًا فيما كانت المناوشات الفارسية تعصف به دون توقف. خلال معركة سامراء، أصيب يوليان بجروح مميتة في ظروف غامضة. خلفه جوفيان، ضابط رفيع في الحرس الإمبراطوري، الذي اضطر لترك المنطقة، بما فيها مدينة نصيبين، لإنقاذ القوات الرومانية المحاصرة.
كان يوليان رجلًا ذا شخصية معقدة على نحو غير معتاد: كان «القائد العسكري، وطبيب العيون، والمصلح الاجتماعي، والباحث». وكان آخر حاكم غير مسيحي للإمبراطورية الرومانية، وكان يرى أنه من الضروري استعادة القيم والتقاليد الرومانية القديمة للإمبراطورية من أجل إنقاذها من الانحلال. تخلص من البيروقراطية التي أثقلت كاهل الدولة، وحاول إحياء الممارسات الدينية الرومانية التقليدية على حساب المسيحية. لعل محاولته بناء هيكل ثالث في القدس كانت تهدف إلى إلحاق الأذى بالمسيحية عوضًا عن إرضاء اليهود. منع يوليان المسيحيين من تعلم وتعليم النصوص القديمة.

## حياته

### نشأته
ولد فلافيوس كلوديوس يوليانوس في القسطنطينية سنة 331، ابنًا ليوليوس قسطنطيوس، القنصل الروماني سنة 335 والأخ غير الشقيق للإمبراطور قسطنطين من زوجته الثانية، باسيلينا، التي كانت امرأة من أصل يوناني. كلا والديه مسيحيان. كان جدا يوليان من أبيه الإمبراطور قسطنطيوس كلوروس وزوجته الثانية، فلافيا ماكسيمانيا ثيودورا. كان جده من أمه هو يوليوس يوليانوس، حاكم الولاية الإمبراطورية في عهد الإمبراطور ليسينيوس بين عامي 315 و324، وقنصلًا معينًا في عام 325. اسم جدة يوليان من أمه غير معروف.
في أعقاب الاضطراب الذي تلى موت قسطنطين سنة 337، قاد قسطنطيوس الثاني، ابن عم يوليان الآريوسي، مذبحة ضد معظم أقرباء يوليان، وذلك من أجل ترسيخ نفسه وأخوته في سدة الحكم. زُعم أن قسطنطيوس الثاني أمر بقتل متحدرين كثر من الزواج الثاني لقسطنطيوس كلوروس وثيودورا، تاركًا قسطنطيوس فقط مع أخويه قسطنطين الثاني وقنسطنس الأول وابني عمومتهما، يوليان وقسطنطيوس غالوس (الأخ غير الشقيق ليوليان)، بصفتهم الذكور الباقين على قيد الحياة ذوي القربى بالإمبراطور قسطنطين. عُين كل من قسطنطيوس الثاني، وقنسطنس الأول، وقسطنطين الثاني أباطرة مشتركين، حكم كل منهم جزءًا من الأراضي الرومانية. استبعد يوليان وغالوس من الحياة العامة، وخضعا لمراقبة شديدة في صغرهما، وتعلما المسيحية. على الأرجح أنهما بقيا على قيد الحياة نظرًا لصغر سنهما وإلحاح الإمبراطورة يوسابيا. في حال صدق ما كتبه يوليان، فإن قسطنطيوس عذّب لاحقًا لارتكابه ذنبًا في مذبحة عام 337.
ترعرع يوليان في بيثينيا تحت وصاية جده من أمه، وفي عمر السابعة، كان تحت وصاية أوسابيوس، أسقف نيقوميديا نصف الأريوسي، وتلقى تعليمه من ماردونيوس، الذي كان خاصٍ قوطي (الرجل الذي يمارس الخصي)، وكتب عنه لاحقًا بحرارة. بعد موت أوسابيوس سنة 342، نفي كلا يوليوس وغالوس إلى ولاية كبادوكيا الإمبراطورية. هناك التقى يوليان بالأسقف المسيحي جورج الكبادوكي، الذي أقرضه كتبًا من التراث الكلاسيكي. في عمر الثامنة عشرة، رفع عنه النفي وأقام فترة وجيزة في القسطنطينية ونيقوميديا. أصبح قارئًا، وهو منصب صغير في الكنيسة المسيحية، أظهرت كتاباته اللاحقة معرفة مفصلة بالكتاب المقدس، التي من المرجح حصوله عليها خلال نشأته.
تحول يوليان من المسيحية إلى الوثنية في العشرين من عمره. إذ حين نظر إلى الوراء في حياته سنة 362، كتب يوليان أنه قضى 20 سنة من حياته في المسيحية، و12 سنة على الطريق القويم، وعنى بذلك طريق هيلوس (إله الشمس). بدأ يوليان دراسة الأفلاطونية المحدثة في آسيا الصغرى (الأناضول) سنة 351، بداية على يد أوديسيوس، وبعدها على يد أحد تلامذة أوديسيوس، أوسيبيوس أوف ميندوس. تعلم يوليان من أوسيبيوس تعاليم ماكسيموس أوف أفيسوس، الذي انتقده أوسيبيوس لنظرته الأكثر روحانية لسيمياء الأفلاطونية الحديثة. روى أوسابيوس لقاءه بماكسيموس، الذي دعاه فيه سيماي إلى دخول معبد هيكات، وردد فيه ترنيمة، جعلت تمثال الآلهة يبتسم ويضحك، ومشاعلها توقد بالنار. يقال أن أوسيبيوس أخبر يوليان أنه «يجب ألا ينظر إلى أيّ من تلك الأشياء على أنها أعجوبة، حتى ولو لم تدهشه، بل يؤمن بأن الشيء الأكثر أهمية هو تنقية النفس التي تتحقق بالعقل». رغم تحذيرات أوسيبيوس بشأن «دجل السحر والشعوذة التي تغيب الحواس» «وأعمال المشعوذين الذين هم في الأساس مجانين ضلوا طريقهم في استعمال القوى الأرضية والمادية». آثار ذلك فضول يوليان، وجعل من ماكسيموس معلمه الجديد. بحسب المؤرخ يونابيوس، عندما ترك يوليان يوسابيوس، قال لمعلمه «وداعًا، كرّس نفسك لكتبك. لقد رأيت فيك الإنسان الذي كنت أبحث عنه».
مات قسطنطين الثاني سنة 340 عندما هاجم أخاه قنسطنس. سقط قنسطنس بدوره في الحرب ضد ماغننتيوس الغاصب سنة 350. ترك ذلك قسطنطيوس الثاني بصفته الإمبراطور الوحيد المتبقي. في حاجة منه بالحصول على دعم، جعل من غالوس، أخ يوليان غير الشقيق، سنة 351، قيصرًا على المشرق، في حين صب قسطنطين الثاني اهتمامه غربًا صوب ماغننتيوس، الذي هزمه هزيمة نكراء في ذات العام. في سنة 354، أعدم غالوس، الذي طبق حكمه بالترهيب على المناطق التي خضعت لسيطرته. استدعي يوليان إلى بلاط قسطنطيوس في ميديولانوم (ميلانو) سنة 354، واحتجز لمدة عام بتهمة الخيانة العظمى، أولًا مع أخيه ثم مع كلوديوس سيلفانوس؛ حصل بعدها على براءة، يرجع ذلك جزئيًا إلى تدخل الإمبراطورة يوسابيا من أجله، وسماحها له بالدراسة في أثينا (عبر يوليان عن امتنانه لإمبراطورة في خطابه الرسمي الثالث). فيما كان هناك، تعرف يوليان على رجلين صاروا لاحقًا أساقفة وقديسين على السواء: غريغوريوس النزينزي، والقديس باسيليوس الكبير. في الفترة ذاتها، دخل يوليان في طقوس أسرار اليوسيس، التي حاول إعادة إحيائها لاحقًا.

## عرش المملكة الرومانية
جاء يوليانوس إلى عرش المملكة الرومانية عام 361، وهو من سلالة قسطنطين الملك المؤمن غير ان يوليانوس انكر المسيحية وساد في عصره الظلم والقسوة واضطهد المسيحيين وخاصة الرهبان.
سمح يوليانوس للفرنكيين وهم من القبائل الجرمانية بعبور نهر الراين والاستقرار على حدود الإمبراطورية الرومانية، وعندما بدأ الانحلال والتدهور في القسم الغربي من الإمبراطورية الرومانية في القرن الخامس الميلادي توغل الفرنكيين في أراضي الإمبراطورية، واستعمروا الأجزاء الشمالية من غاليا ووصلوا إلى شمال مدينة باريس الرومانية، وكان من ملوكهم كلوديون الملتحي الذي انتصر على الجيوش الرومانية بقيادة أئسيوس ثم حكم بعده ميروفيوس الذي نسبت إليه السلالة الميروفنجية، ثم حكم من بعده ابنه شيلديريك الأول ثم جاء ابنه كلوفيس الأول (سنة 481-511 م)

## كتابات
وضع يوليانوس ثلاثة كتب ضد المسيحية «ضد الجليليين» طعن فيها في ألوهية يسوع الناصري وشكّك في أقواله وتعاليمه ومعجزاته. فما كان من البابا كيرلس الأول إلا الرد على أفكار الإمبراطور يوليانوس في مصنفاته العشرة التي كانت موضع فخر الشباب الوثنيين باعتقاد أنها هدمت أركان الدين المسيحي. فقام البابا كيرلس بالرد عليها وبمناوءة أصحاب الفكر غير الأرثوذكسي حتى تمكن من قفل كنائسهم والاستيلاء على أوانيها، إذ كان يوليانوس ذا حكمة وحنكة.

## يوليانوس والبابا أثناسيوس
بموت قسطانطيوس وتولي يوليانوس الحكم ظهر البابا أثناسيوس عام 362 ومعه لوسيفر أسقف كلاديوس وأوسابيوس أسقف فرشيلي اللذان كانا منفيين بالصعيد. عقد البابا مجمعًا بالإسكندرية عام 362 دعي «مجمع القديسين والمعترفين»، إذ كان جميعهم قد حضروا من النفي أو نالوا عذابات، لكن لم يدم الحال، فقد شعر يوليانوس بخطورة البابا أثناسيوس على الوثنية فبعث لوالي الإسكندرية يقول بأن الأمر بعودة المنفيين إلى بلادهم لا إلى كراسيهم، فاضطر البابا إلى الاختفاء في مقبرة أبيه 6 شهور. وإذ شدد الإمبراطور على الوالي اضطر البابا إلى ترك الإسكندرية متجهًا إلى الصعيد في مركب لحقتها مركب الوالي،

## موته
قُتل يوليانوس الجاحد في الحرب عام 363 عندما كان يسير على نهر دجلة فاصيب قائلا (لقد غلبتني ايها الجليلي فرث مع ملك السماء ملك الأرض أيضا) مشيرا إلى يسوع.
وقيل أن فارساً مسيحياً من فرسانه رماه بهذا السهم للقضاء عليه.

## جوفيان
تشاور رؤساء الجند في من يكون خلفاً ليوليانوس فأجمعوا على يوفيانوس. وكان هذا رئيس الخدم في القصر. مسيحياً نيقاوياً أرثوذكسياً فوقع صلحاً مع الفرس وعاد إلى أنطاكية في خريف
363.
تولى جوفيان الحكم فأرسل خطابًا ودّيًا للبابا أثناسيوس يدعوه للعودة، كما أمر بعودة كل المنفيين. رجع البابا إلى الإسكندرية حيث عقد مجمعًا فيه كتب خطابًا يحوي قانون الإيمان النيقوي، ثم انطلق لمقابلة الإمبراطور الذي قابله بالترحاب ليعود إلى الإسكندرية في فبراير 364، حاملاً معه خطابات الإمبراطور. مات جوفنيان في فبراير 364 وتولى فالنتينان الحكم في نفس الشهر فاستلم الغرب وسلّم أخاه فالنس الأريوسي الشرق.
بعث فالنس منشورًا بعودة جميع الأساقفة الذين سبق نفيهم في حكم يوليانوس إلى أماكن نفيهم، اضطر البابا أن يغادر الإسكندرية إلى بيت ريفي. وتحت ضغط الشعب رجع أثناسيوس إلى كرسيه بعد حوالي تسعة شهور (مايو 635 - فبراير366) فامتلأت الإسكندرية فرحًا. عاد البابا من نفيه الخامس وقد بلغ حوالي السبعين من عمره ليمارس رعايته لشعبه بروح متقدة بالغيرة، خاصة في تطهير البلد من كل فكر أريوسي. في عام 369 عقد مجمعًا بالإسكندرية من 90 أسقفًا للاهتمام بالفكر الإيماني المستقيم، وبقى عاملاً حتى بلغ الخامسة والسبعين من عمره ليسلم للأجيال وديعة الإيمان المستقيم بلا انحراف.

## مواضيع مرتبطة
- الأمبراطورية الرومانية
- قائمة الاباطره الرومان
- اضطهاد المسيحيين

## روابط خارجية
- يوليان المرتد على موقع الموسوعة البريطانية (الإنجليزية)
- يوليان المرتد على موقع إن إن دي بي (الإنجليزية)